# Visé
Visé (in vallone Vizé, in olandese Wezet, in tedesco Wesent o Viset) è un comune francofono del Belgio di 16 852 abitanti, situato nella Regione Vallone, nella Provincia di Liegi.
Visé è situata inoltre alla frontiera tra il Belgio e i Paesi Bassi, a pochi chilometri dalla città olandese di Maastricht. Visé è l'unico comune francofono a confinare con i Paesi Bassi.
Questa città frontaliera conta circa 17 000 abitanti. La chiesa di Saint Hadelin di Visé è una delle più antiche del paese mosano (XI e XII secolo).
Il comune è diviso in più sezioni: Argenteau, Cheratte, Lanaye, Lixhe, Richelle e Visé.
Storicamente, Visé era una delle 23 "Bonnes Villes" del principato di Liegi. Esistono ancora tre compagnie armate (o gilde) che, dalla loro fondazione, sfilano sempre due volte all'anno:
- Les Anciens Arbalétriers, nati nel 1310
- Les Anciens Arquebusiers e i Francs-Arquebusiers, la cui origine risale al 1579 e che si sono scissi in due compagnie nel 1910.
Il 16 agosto 1914, il 52º ed il 75º reggimento dell'Armata Imperiale tedesca distrussero la città.
Il 28 novembre 2016, una piccola porzione di territorio del comune è stata ceduta ai Paesi Bassi. Questa è una penisola fluviale accessibile dai soli Paesi Bassi dove le autorità belghe riuscivano con difficoltà ad entrare. Il territorio, teatro di spaccio di stupefacenti e di altre attività criminali, era di fatto una terra di nessuno, e nel 2013 è stato al centro dell'attenzione per il ritrovamento di un cadavere dalla testa mozzata. Le difficoltà che hanno incontrato le autorità belghe nello svolgimento delle indagini sul caso, le quali dovevano richiedere ogni volta che si recavano sulla penisola uno speciale permesso ai Paesi Bassi, han fatto maturare la decisione politica della donazione del territorio. La cessione è avvenuta in cambio di altri piccoli appezzamenti di terreno olandesi.